# José Luis Rivas Hernández
José Luis Rivas Hernández (Ávila, 1950) es un político español, alcalde de la ciudad de Ávila, capital de la provincia homónima (en la comunidad autónoma de Castilla y León) desde 2015 hasta 2019. Pertenece al Partido Popular.

## Biografía
José Luis Rivas Hernández nació en Ávila en el año 1950. Está casado y tiene una hija. En sus estudios, es licenciado en Educación Física por el INEF de Madrid y diplomado en Magisterio. A su vez, es catedrático en Educación Física. Buena parte de su vida laboral anterior a la política estaba dedicada a la educación, ejerciendo como docente durante gran parte de su vida en diversos centros educativos de Ávila y otros municipios de la provincia y al deporte, donde incluso fue entrenador del Real Ávila.
Por tanto, en el año 2003, fue nombrado director Provincial de Educación, a la vez que miembro de la Comisión Permanente del Consejo Escolar de la autonomía de Castilla y León en la legislatura de 2007 a 2011. Tras la victoria del Partido Popular al gobierno del país como resultado de las elecciones generales de España de 2011, fue nombrado subdelegado del Gobierno en Ávila, sustituyendo a César Martín cargo que desempeñó durante la legislatura de 2011 a 2015.
Para las elecciones municipales de 2015, el PP se decantó por Rivas para encabezar la candidatura del PP en Ávila. En dichas elecciones, el PP perdió la mayoría absoluta que desde hacía 24 años conservaba en todos los comicios, pasando de 14 a 9 representantes en las últimas elecciones municipales. No obstante, dicho partido siguió conservando la alcaldía, aunque en minoría, y el 13 de junio de 2015 José Luis Rivas fue investido alcalde de la ciudad de Ávila, gracias a los votos favorables de su partido y a las abstenciones de Ciudadanos y UPyD.
De cara a las elecciones municipales de 2019, Rivas Hernández anunció que no se presentaría a una reelección, poniendo así final a su etapa como alcalde de la capital abulense.